# Daisy e Violet Hilton
Daisy Hilton e Violet Hilton (Brighton, 5 de fevereiro de 1908 – Charlotte, 4 de janeiro de 1969) foram um par de gêmeas siamesas que viajaram em turnê pelos Estados Unidos no circuito de sideshow e vaudeville na década de 1930.

## Início da vida
As meninas nasceram em Brighton, Sussex, Inglaterra, em 5 de fevereiro de 1908. Sua mãe era Kate Skinner, uma garçonete solteira. As irmãs nasceram unidas por seus quadris e nádegas; elas compartilhavam a circulação sanguínea e eram fundidas na pelve, mas não compartilhavam órgãos importantes. A chefe de Skinner, Mary Hilton, que ajudou no parto, aparentemente viu perspectivas comerciais nas duas e, assim, efetivamente comprou da mãe as meninas. No primeiro momento as duas ficaram no pub Queen's Head em Brighton, todavia mais tarde mudaram-se para outro pub chamado Evening Star.
De acordo com a autobiografia das irmãs, Mary Hilton com o marido e a filha mantinham as gêmeas sobre estrito controle com abusos físicos, e tinham que chamá-la de "Tia Lou" e seu o atual marido de "Sir". Eles treinaram as meninas cantando e dançando.
Um relato médico sobre o nascimento e uma descrição das gêmeas foram feitas no British Medical Journal pelo Dr. James Augustus Rooth, médico responsável no momento do parto das duas. Ele relatou que, posteriormente, a Sussex Medico-Chiurgical Society considerou uma separação, mas decidiu por unanimidade contra uma intervenção, pois acreditava-se que a operação certamente levaria à morte de pelo menos uma das gêmeas. Ele observa que as gêmeas siamesas foram as primeiras a nascer no Reino Unido sobrevivendo por mais do que algumas semanas.

## Publicidade
As irmãs Hilton viajaram em turnê primeiramente na Grã-Bretanha com a idade de três, intituladas de "The United Twins". Mary Hilton as levou em turnê pela Alemanha, Austrália e Estados Unidos. Apresentando-se à maneira dos sideshows, a apresentação das duas era acompanhada de um "história" imaginativa. Seus controladores mantinham todo o dinheiro que as irmãs ganhavam. Em 1926 Bob Hope formou um show chamado de “Dancemedians” com as irmãs Hilton, onde ocorriam números de sapateados.

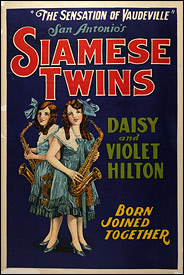
Cartaz do vaudeville sobre as Hilton

Quando Mary morreu em Birmingham, Alabama, sua filha e seu marido assumiram o empresariado das gêmeas. Eles as mantiveram aos olhos do público por um tempo ao momento em que as duas eram treinadas na música Jazz. Eles viveram em uma mansão em San Antonio, Texas até 1930.
Em 1931, as irmãs resolveram processar seus empresários, ganhando a quebra de contrato e mais 100 000 dólares em danos. Elas abandonaram os sideshows e participaram de espetáculos do vaudeville como "The Hilton Sisters' Revue". Daisy tingiu o cabelo de loiro e elas começaram a usar roupas diferentes para que pudessem ser diferenciadas. Eles tiveram diversos relacionamentos, tentativas fracassada de obter uma licença para casar, e alguns casamentos malfadados Em 1932, as gêmeas apareceram como elas mesmas no filme Freaks. Em 1951 elas estrelaram Chained for Life, um filme vagamente baseado em suas vidas.

## Vida posterior e mortes
A última aparição das Hilton foi em 1961, em um Cinema drive-in em Charlotte, Carolina do Norte. O gerente da turnê as havia abandonado lá, e sem dinheiro para pagar o transporte, elas foram forçadas a aceitar um emprego em um supermercado nas proximidades.

Em 4 de janeiro de 1969, depois de faltarem ao trabalho, seu chefe chamou a polícia. As gêmeas foram encontradas mortas em sua casa, vítimas da Gripe de Hong Kong. De acordo com uma investigação forense, Daisy morreu primeiro; Violeta morreu entre dois e quatro dias depois. Foram enterradas no Forest Lawn West Cemetery.

## Legado
Em 1989, um musical baseado nas gêmeas, Twenty Fingers Twenty Toes, com texto de Michael Dansicker e Nigro Bob e música e letra de Michael Dansicker, estreou no Teatro WPA e realizou 35 apresentações. O script pode ser encontrado na Biblioteca Pública de Nova York para as Artes Cênicas. O musical começava com um retrato fiel do início da vida das gêmeas, mas depois incluía um enredo totalmente fictício da tentativa de seus guardiões de as separarem cirurgicamente quando adultas. Em 1997, um musical da Broadway vagamente baseado na vida das irmãs, Side Show, com letra de Bill Russell e música e por Henry Krieger, recebeu quatro indicações ao Tony Awards.